# Nicky Salapu
Nicky Vitolio Salapu (ur. 13 września 1980 w Pago Pago) – bramkarz piłkarskiej reprezentacji Samoa Amerykańskiego. Jest rekordzistą pod względem liczby występów w meczach reprezentacji Samoa Amerykańskiego w piłce nożnej, a także rekordzistą pod względem liczby puszczonych bramek w oficjalnym meczu piłkarskim rozgrywanym pod patronatem Międzynarodowej Federacji Piłki Nożnej.

## Kariera piłkarska
W latach 2000–2008 był zawodnikiem klubu PanSa East FC, z którym czterokrotnie (w latach 2000–2002 oraz 2005) zdobywał mistrzostwo kraju. Od 2008 do 2011 roku był graczem austriackiego SC Mauerbach.
Wraz z reprezentacją brał udział w kwalifikacjach do mistrzostw świata w Korei Południowej i Japonii (2002) – rozegrał w nich cztery mecze, w tym spotkanie z Australią, w którym wpuścił 31 goli (w meczu tym padł wynik 31:0, co do tej pory jest rekordem w historii rywalizacji międzynarodowej i wynik ten jest wpisany do księgi rekordów Guinnessa). Co ciekawe był on jedynym doświadczonym piłkarzem w tym meczu, ponieważ zawodnicy podstawowej jedenastki zapomnieli wyrobić paszportów. Na kanwie tych wydarzeń Mike Brett oraz Steve Jamison nakręcili film dokumentalny Next Goal Wins, opowiadający o reprezentacji Samoa Amerykańskiego.
Ponadto uczestniczył w eliminacjach do mistrzostw świata w Niemczech (2006), w których ponownie wystąpił w czterech meczach. Został również zgłoszony do udziału w Igrzyskach Pacyfiku 2011. Ponadto wziął także udział w eliminacjach do Mistrzostw Świata w Piłce Nożnej 2014, w których wystąpił w trzech meczach, w tym spotkaniu przeciwko reprezentacji Tonga, w którym reprezentacja Samoa Amerykańskiego odniosła pierwsze zwycięstwo w swojej historii. Po tym zwycięstwie Salapu powiedział: "Teraz czuję się jak mistrz. W końcu mogę zostawić przeszłość za sobą.".
Nicky Salapu uprawiał również tenis stołowy.